# Pseudorhipsalis alata
Pseudorhipsalis alata är en kaktusväxtart som först beskrevs av Olof Swartz, och fick sitt nu gällande namn av Nathaniel Lord Britton och Joseph Nelson Rose. Pseudorhipsalis alata ingår i släktet Pseudorhipsalis och familjen kaktusväxter. Inga underarter finns listade i Catalogue of Life.